# RBS TV Porto Alegre
RBS TV Porto Alegre é uma emissora de televisão brasileira sediada em Porto Alegre, capital do estado do Rio Grande do Sul. Opera no canal 12 (34 UHF digital) e é afiliada à TV Globo. Pertence ao Grupo RBS, um dos maiores conglomerado de mídia regional do país. É a cabeça de rede da RBS TV, que conta com outras onze emissoras espalhadas pelo estado, sendo a principal geradora de conteúdo da rede.

## História

### TV Gaúcha (1962-1983)

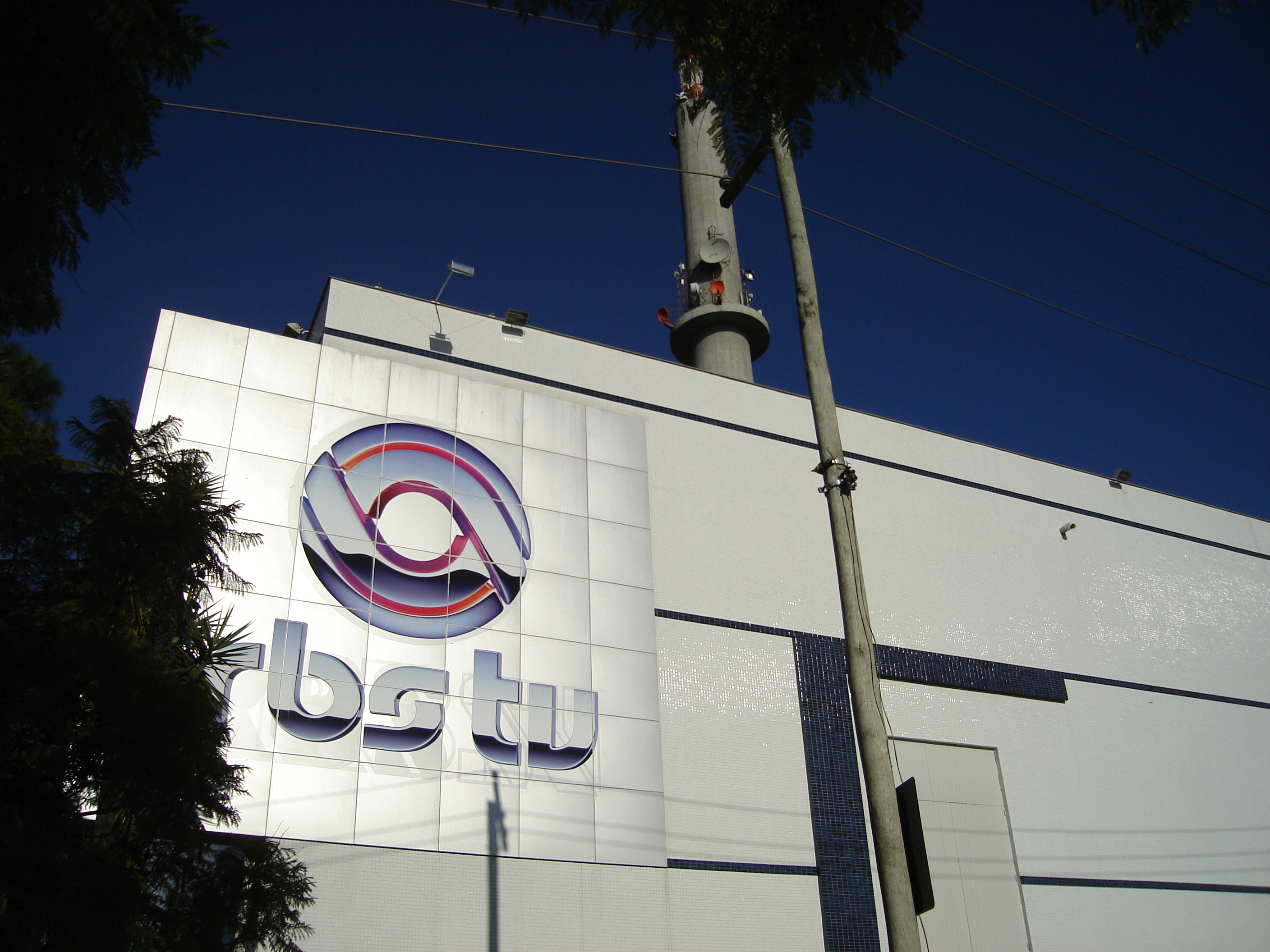
Sede da emissora, no bairro Santa Tereza.

Com a utilização da concessão do canal 12 VHF de Porto Alegre pelo Grupo RBS autorizada pelo então presidente da república, Juscelino Kubitschek, a emissora foi inaugurada no dia 29 de dezembro de 1962 pelo comunicador Maurício Sirotsky Sobrinho. Inicialmente, com o nome TV Gaúcha, era afiliada à Rede de Emissoras Unidas, liderada pela TV Record e pela TV Rio. No ano seguinte, afiliou-se à TV Excelsior.
Em 1967, com a crise da Excelsior, a TV Gaúcha afiliou-se à Rede Globo, fundada em 1965 pelo jornalista Roberto Marinho no Rio de Janeiro. A partir de então, a maior parte de sua programação passou a ser produzida pela Rede Globo.
O Jornal do Almoço, principal programa da emissora, entrou no ar em 1972, quando ainda não havia espaço na programação nacional da Rede Globo para telejornais locais ao meio-dia. Para colocar o programa no ar, a TV Gaúcha interrompia a programação da Rede Globo para exibir o JA, que tinha duas horas de duração.
Em 12 de junho de 1972, a TV Gaúcha sofreu um incêndio em sua sede no Morro Santa Teresa, danificando muitos equipamentos e estúdios, um grande prejuízo para a emissora. Mesmo assim, o Jornal do Almoço foi ao ar no dia seguinte e noticiou o acontecimento.
Em 1982, entrou no ar o programa Galpão Crioulo, de 50 minutos, com o objetivo de divulgar a o folclore e a música nativista gaúcha.

### RBS TV Porto Alegre (desde 1983)
Em 1983, a TV Gaúcha e as outras emissoras do grupo no interior do estado do Rio Grande do Sul e também de Santa Catarina, receberam a nomenclatura de RBS TV, no caso da TV Gaúcha, RBS TV Porto Alegre. No mesmo ano, estreou o RBS Notícias.

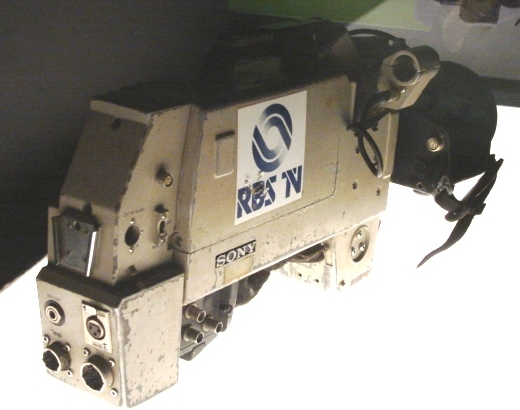
Antiga câmera da RBS TV, na exposição No Ar 50 Anos de Vida.

A partir de 1997, vários programas locais da RBS TV Porto Alegre que entraram no ar no início da década de 1990 foram extintos devido à falta de espaço para programação local na grade da Rede Globo. Entre os programas extintos, encontram-se o Jornal da RBS, o RBS Entrevista, o programa Comunidade, o RBS Ecologia, Conesul, o Teledomingo, o Patrola, o Anonymous Gourmet (que passou a ser exibido pelo SBT RS), os especiais de sábados, o Vida e Saúde e o Mistura..
Durante o ano de 1999, foram exibidos programetes da série Rio Grande do Sul, Um Século de História, contando fatos históricos que envolvem o Rio Grande do Sul. Os programetes eram exibidos diariamente nos intervalos comerciais da emissora em 365 capítulos até o dia 31 de dezembro de 1999.

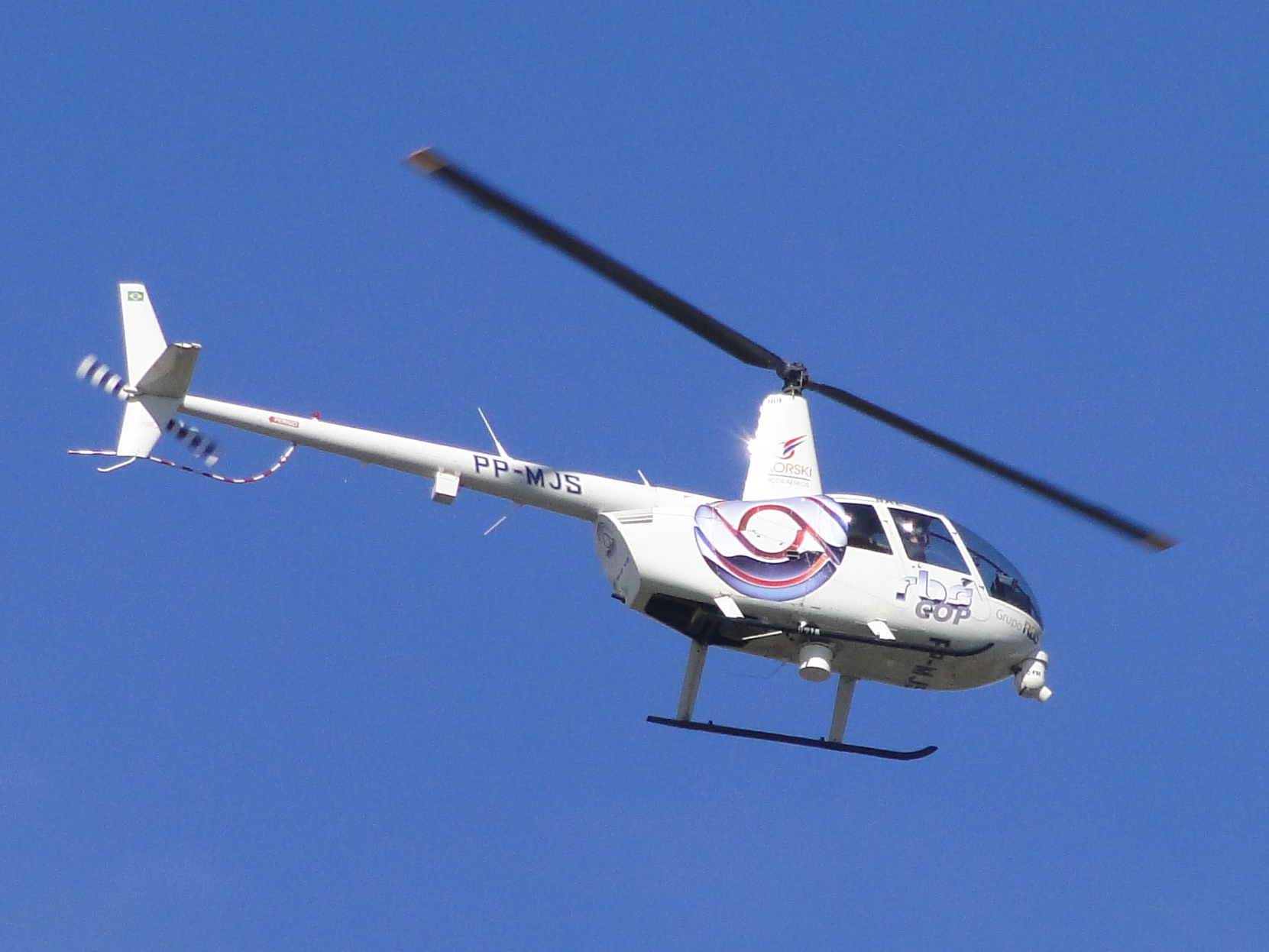
RBS Cop, helicóptero da RBS TV.

Em 2007, ano em que o Grupo RBS completou 50 anos, a RBS TV Porto Alegre passou a contar com um helicóptero para realizar reportagens aéreas, o RBS Cop. No mesmo ano, em 2 de julho, a emissora inaugurou um estúdio na redação da RBS TV no Morro Santa Teresa para a apresentação do telejornal RBS Notícias.

## Sinal digital
| PSIP | Canal  | Proporção de tela | Programação                             |
| ---- | ------ | ----------------- | --------------------------------------- |
| 12.1 | 34 UHF | 1080i             | Programação principal da RBS TV / Globo |

Às 19h42min do dia 4 de novembro de 2008, a RBS TV Porto Alegre iniciou suas transmissões digitais pelo canal 34 UHF. A cerimônia de lançamento do sinal digital contou com a presença do ministro das comunicações Hélio Costa.
Em maio de 2010, a emissora iniciou suas transmissões no canal 16 da Via Embratel, tornando-se a oitava emissora da Rede Globo a transmitir na operadora.
Em 4 de janeiro de 2012, a RBS TV Porto Alegre implantou sua primeira rede de retransmissoras digitais nas regiões do litoral norte e do Vale dos Sinos, nos canais 23 (Cidreira e Santo Antônio da Patrulha), 34 (Capão da Canoa e Torres) e 35 (Osório e Novo Hamburgo). No dia 2 de dezembro de 2013, os telejornais da emissora passaram a ser exibidos em alta definição, apesar de que algumas transmissões esportivas já eram exibidos nessa tecnologia.
Transição para o sinal digital
Com base no decreto federal de transição das emissoras de TV brasileiras do sinal analógico para o digital, a RBS TV Porto Alegre, bem como as outras emissoras de Porto Alegre e região metropolitana, cessou suas transmissões pelo canal 12 VHF no dia 14 de março de 2018, seguindo o cronograma oficial da ANATEL. O switch-off aconteceu às 23h59, durante uma edição especial do Redação RS com Léo Saballa Jr. em um link ao vivo no switcher da emissora.

## Programas
Além de retransmitir a programação nacional da TV Globo, atualmente a RBS TV produz os seguintes programas:
- Bom Dia Rio Grande: Telejornal, com Léo Saballa Jr. e Simone Lazzari;
- Jornal do Almoço: Telejornal, com Cristina Ranzolin;
- Globo Esporte RS: Jornalístico esportivo, com Alice Bastos Neves;
- RBS Notícias: Telejornal, com Elói Zorzetto e Daniela Ungaretti;
- Galpão Crioulo: Programa de variedades, com Neto Fagundes e Shana Müller;
- RBS TV nas Ruas: Boletim jornalístico, durante a programação;